# Jordi Sevilla
Jordi Sevilla Segura (Valencia, 19 de marzo de 1956) es un economista y político español miembro del PSOE. Desde julio de 2018 hasta enero de 2020 fue presidente de Red Eléctrica de España. Fue ministro de Administraciones Públicas del gobierno de España entre 2004 y 2007 y diputado en el Congreso de 2000 a 2009.

## Trayectoria
Licenciado en Ciencias Económicas por la Universidad de Valencia, es funcionario por oposición, pertenece al Cuerpo Superior de Técnicos Comerciales y Economistas del Estado.
Entre 1985 y 1991 fue asesor de Relaciones Económicas Internacionales del Gabinete de la Presidencia del Gobierno.De 1991 a 1993 fue Jefe del gabinete del entonces Ministro de Agricultura, Pedro Solbes, a quien acompañó de 1993 a 1996 como Director del gabinete del ministro de Economía y Hacienda. Entre 1998 y 2000 fue asesor del Grupo Parlamentario Socialista en el Congreso. 
Desde marzo de 2000 y hasta septiembre de 2009 fue diputado al Congreso por la provincia de Castellón y desde julio de 2000 Secretario de Política Económica y Ocupación de la Comisión Ejecutiva Federal del PSOE. 
El 18 de abril de 2004, con la victoria en las elecciones generales del partido socialista, fue nombrado ministro de Administraciones Públicas. El 6 de julio de 2007 fue relevado del cargo de ministro de administraciones Públicas, siendo sustituido por la anterior titular del Ministerio de Sanidad, Elena Salgado.
El 1 de septiembre de 2009 anunció que abandonaba su escaño en el Parlamento para entrar a formar parte de la consultora PricewaterhouseCoopers.
En febrero de 2016 fue una de las personas de confianza elegidas por Pedro Sánchez para la negociación con otras fuerzas políticas con objeto de acceder a la jefatura de gobierno.
En julio de 2018 fue elegido presidente de la Red Eléctrica de España.En enero de 2020, Jordi Sevilla presentó su dimisión como presidente de Red Eléctrica (REE), al consejo de administración en su sede de Alcobendas. Los motivos de su marcha son personales aunque en el sector, se conocen sus discrepancias con la vicepresidenta y ministra de Transición Ecológica, Teresa Ribera y con la CNMC.
Sevilla abandona uno de los cargos mejor remunerados del sector público por discrepancias con la vicepresidenta y ministra para la Transición Ecológica, Teresa Ribera. La relación de confianza entre ambos se deterioró por las injerencias de la ministra en tareas de la empresa privada. Entre ellas, cuestiones como la compra de Hispasat. También hubo roces tras las críticas de Sevilla al recorte planteado por la CNMC a la retribución del transporte eléctrico.
Desde diciembre de 2023, junto con Gabriel Elorriaga Pisarik, mantiene el podcast "Políticos aparte" donde se habla de política discrepando en un tono amable.

## Vida personal
Está casado y tiene tres hijos. Es hermano del también economista José Víctor Sevilla Segura y Sergio Sevilla Segura.

## Obra
Ha escrito varios artículos especializados y diversos libros, incluyendo dos novelas: 
- Balance y perspectivas de las relaciones Norte-Sur (1993).
- La economía española ante la moneda única (1997).
- De nuevo socialismo (2002).
- Vertebrando España (2009). Junto a José María Vidal y Cristina Elías.
- ¿Mercado o Estado? (2010). Junto a Lorenzo Bernardo de Quirós.
- La joven de la foto (2010).
- Seis meses que condujeron al rescate: Noviembre 2011 - Mayo 2012: Crónica de un rescate que Mariano Rajoy no supo evitar (201]).
- Para desbloquear España (2011).
- España criminal[7] (2011).Junto al colectivo 12 Plumas Negras.
- Para qué sirve hoy la política. Una democracia para escépticos (2012).
- La economía en dos tardes (2012).
- Manifiesto por una democracia radical (2024).